# Brzuszna Szczelina
Brzuszna Szczelina – jaskinia we wsi Chrosna w województwie małopolskim, w powiecie krakowskim, w gminie Liszki. Znajduje się w zachodnich (prawych) zboczach Doliny Brzoskwinki, na obszarze Garbu Tenczyńskiego w obrębie Wyżyny Krakowsko-Częstochowskiej.

## Opis jaskini
Główny otwór jaskini znajduje się w południowo-wschodniej ścianie Brzusznej Skały. W głąb skały prowadzi od niego szczelina, mająca w początkowej części wysokość do 5 m i szerokość do 2 m dołem, ku górze klinowato zwężająca się. Ku zachodowi odgałęzia się od niej dwumetrowej długości korytarzyk, dalej przechodzący w niedostępną szczelinę. Około 2 m za nim w głównej szczelinie jaskini jest dwumetrowej wysokości próg, nad którym znajduje się zaklinowany głaz. Za nim szczelina zwęża się i doprowadza do niewielkiej salki o rozmiarach 2 × 1 m, zaś szczelina górą wychodzi niewielkim otworem powyżej skalnej półki na północno-wschodniej ścianie. Przy progu od szczeliny odgałęzia się meandrujący korytarzyk o długości 2 m i wysokości 70 cm. Na jego ścianach są grzybkowe nacieki.
Jaskinia powstała w skalistych wapieniach z okresu jury późnej na pęknięciu skały. Przy progu i w meandrującym korytarzyku można dostrzec poziomy wadyczne. Ściany szczeliny są silnie zwietrzałe z wełnistym naciekiem i ospą krasową. Część grzybków naciekowych na ścianach i stropie pokrywa czarny osad i białe warstewki mleka wapiennego. Namulisko cienkie, w szczelinie składające się z gruzu skalnego i ilastego osadu, w korytarzyku z ilastego osadu i drobnego gruzu. Na jego powierzchni kości współczesnych zwierząt.
Jaskinia jest wilgotna i występuje w niej silny przepływ powietrza. Szczelina jest oświetlona, na jej ścianach rosną glony i rośliny wyższe. Korytarz jest ciemny, występuje w nim pająk sieciarz jaskiniowy i komary.

## Historia eksploracji i dokumentacji
Jaskinia była znana od dawna, w piśmiennictwie jednak nie wzmiankowana. Jej dokumentację opracowali A. Górny i M. Szelerewicz w 1999 r. Plan sporządził M. Szelerewicz. Opublikowano w 2011 r..

## Szlaki turystyczne
Tuż obok Brzusznej Skały prowadzą dwa szlaki turystyczne.
 Mników – Dolina Mnikowska – wąwóz Półrzeczki – Dolina Brzoskwinki – Brzoskwinia – Las Zabierzowski – Zabierzów
 ścieżka dydaktyczna „Chrośnianeczka”: Chrosna – Dolina Brzoskwinki – Chrosna

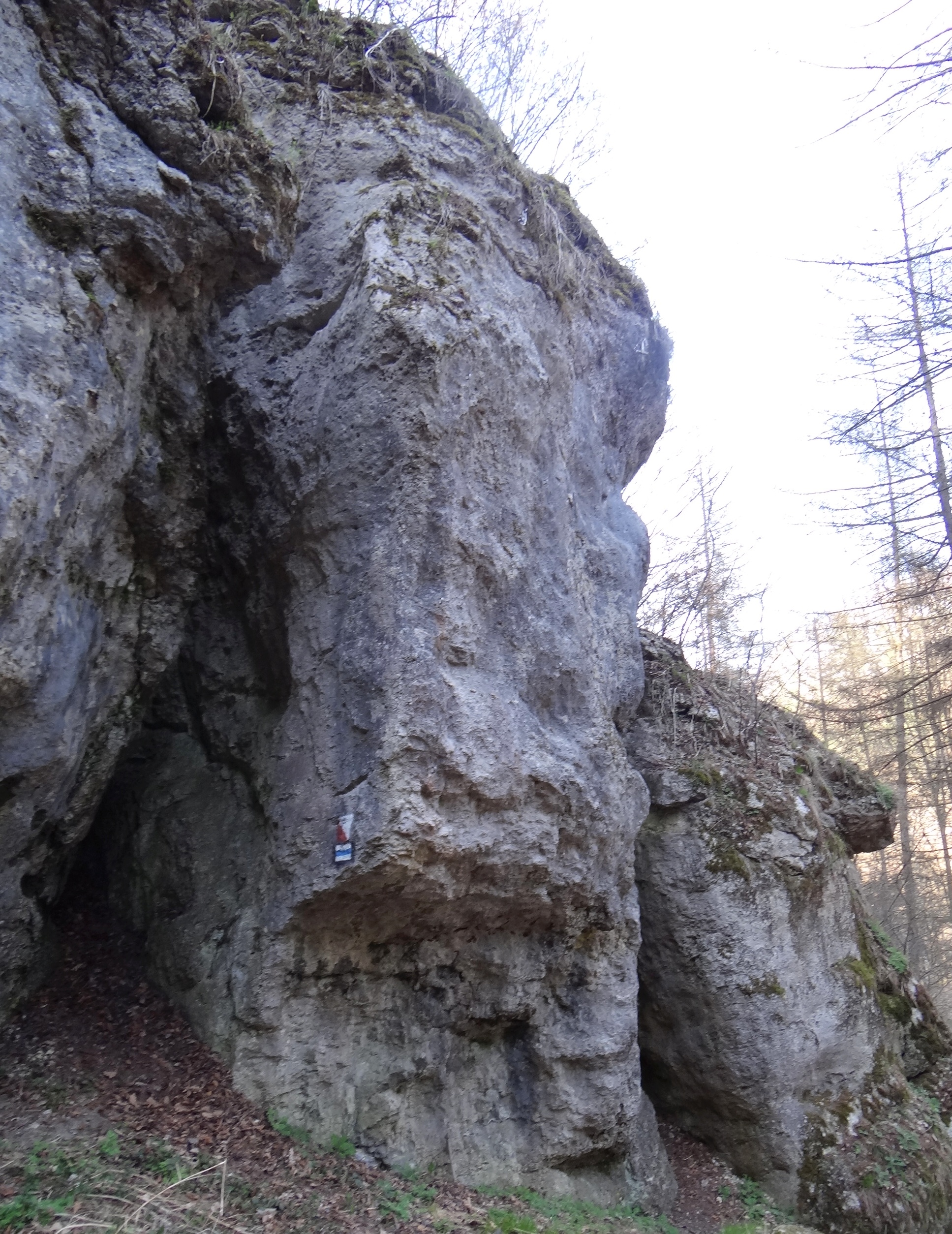
Główny otwór